# Filaret Brachamios
Filaret Brachamios (grecki:Φιλάρετος Βραχάμιος, ormiański: Փիլարտոս Վարաժնունի), właściwie Wahram, był bizantyjskim wojskowym ormiańskiego pochodzenia który odegrał znaczną rolę w dziejach XI wiecznego Bizancjum i Armenii Cylicyjskiej. Data narodzin pozostaje nieznana, zmarł około 1087 roku. W czasie służby w wojsku i administracji otrzymał od Cesarstwa szereg tytułów dworskich i militarnych. Pełnił funkcję taxiarchosa (brygadier), protospathariosa, topoteretesa, magistrosa i kuropalatesa. Od Romana Diogenesa dostał nominację na stanowisko namiestnika Germanikei, zaś po upadku swego protektora nie uznał nowego cesarza i ogłosił się niezależnym władcą.

## Życiorys
Kariera Wahrama w armii bizantyjskiej przypada na czasy panowania Romana IV Diogenesa. W 1069 roku, w czasie gdy cesarz oblegał Ahlat, otrzymał on zwierzchnie dowództwo nad wojskami strzegącymi granicy Mezopotamii. Jego wojska nie były jednak w stanie skutecznie przeciwstawić się naporowi Seldżuków, którzy atakowali w kierunku Kapadocji i Likaonii. Było to spowodowane turecką taktyką, która nie zakładała regularnej kampanii wojskowej z obleganiem twierdz i wydawaniem bitew a opierała się na łupieskich rajdach, których uczestnicy zaraz po uderzeniu i splądrowaniu danego terenu, cofali się szybko poza zasięg wojsk wroga. W 1071 roku Wahram wziął udział w bitwie pod Manzikertem, w której dowodził częścią wojsk cesarskich. Prawdopodobnie to właśnie on zebrał ocalałych z klęski żołnierzy i dlatego dowodził garnizonem w Romanopolis.
Po bitwie pod Maznikertem jako jedyny na południowym wschodzie Cesarstwa miał pod swoją komendą wojsko, dzięki któremu posiadał realną siłę. Po śmierci Romana Diogenesa zgłosił więc pretensje do korony cesarskiej a jego armia, której rdzeń stanowiło około 8 000 łacinników, zajęła parę ośrodków miejskich i twierdz. Za rządów Michała, którego nie uznawał, podbił główne miasta Cylicji- Tars, Mamistrę i Anazarbus. W 1077 roku udało mu się odebrać bizantyjskiemu garnizonowi Edessę a rok później mieszkańcy Antiochii sami oddali się jego władzy z obawy przed nacierającymi Turkami. Jego władztwo rozciągało się wówczas od Tarsu aż po ziemie za Eufratem.
Filaret miał jednak problem ze swoimi rodakami, licznie zamieszkującymi podbity przezeń region. Był bowiem melkitą, członkiem znienawidzonego przez wielu Ormian, kościoła greckiego. Lokalni wodzowie ormiańscy tacy jak na przykład Ruben czy Oszin, uznawali wprawdzie władzę Filareta, ale byli jej niechętni. Po abdykacji cesarza Michała Filaret dogadał się z jego następcą, Niceforem Botaniatesem. W zamian za uznanie władzy na zdobytych przez siebie terenach, rezygnował z roszczeń względem Bizancjum i uważał się za poddanego Cesarza. W praktyce zwierzchnictwo bizantyjskie nad władztwem Filareta było bardzo nikłe o czym może świadczyć fakt iż złożył on coś w rodzaju hołdu nie tylko Konstantynopolowi, ale także muzułmańskim władcom Aleppa.
W 1084 roku Filaret stracił Antiochię na rzecz Sulejmana I a trzy lata później Edessa dostała się w ręce Malikszaha I. Otoczony przez Turków i wrogich poddanych zbiegł do Germanikei, gdzie wkrótce zmarł. Wiadomo jednak że twierdza ta pozostawała w rękach jego synów jeszcze w czasach I krucjaty.